# Suzuka

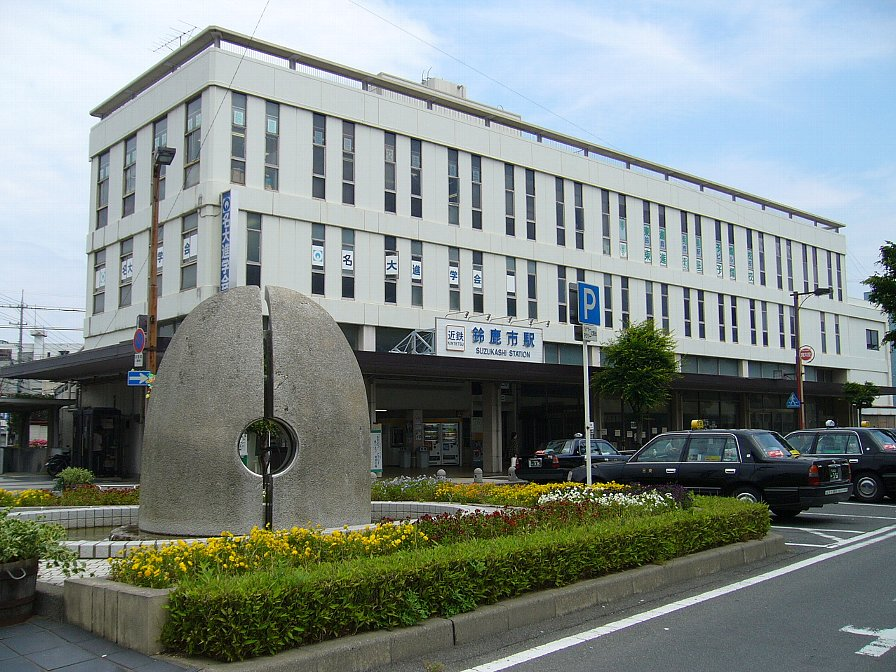
Gara

Suzuka (鈴鹿市 Suzuka-shi?) este un municipiu din Japonia, prefectura Mie.